# Дунаюв (ґміна)
Ґміна Дунаюв (пол. Gmina Dunajów) — колишня (1934—1939 рр.) сільська ґміна Перемишлянського повіту Тарнопольського воєводства Польської республіки (1918—1939) рр. Центром ґміни було село Дунаїв.

1 серпня 1934 р. було створено ґміну Дунаюв у Перемишлянському повіті. До неї увійшли сільські громади: Бяле, Цємєжиньце, Дунаюв, Новосюлка, Плєнікув, Полюхув Мали, Вісньовчик.

У 1934 р. територія ґміни становила 139,06 км². Населення ґміни станом на 1931 рік сягало 11 792 особи. Налічувалось 2 180 житлових будинків.
В 1940 р. ґміна ліквідована у зв'язку з утворенням Дунаєвського району.